# Patrice Dominguez
Pour les articles homonymes, voir Dominguez.
Patrice Dominguez, né le 12 janvier 1950 à Alger et mort le 12 avril 2015 à Paris 13e, est un joueur, entraîneur et dirigeant du tennis français et un journaliste sportif.

## Carrière de joueur
En décembre 1968, il participe à un stage (au Lys Chantilly) avec les espoirs du tennis français et les meilleurs entraîneurs au service de la Fédération française de tennis. Au début de ce stage, Patrice Dominguez est alors le meilleur junior français, c'est un athlète hors du commun et dans la revue Tennis de France 1967, il est surnommé « Monsieur 100 000 Volts ».
Ses meilleurs résultats en tournoi de Grand Chelem sont deux huitièmes de finale à Roland-Garros en 1971 et à l'Open d'Australie en 1973 qu'il perd contre son compatriote Patrick Proisy. D'ailleurs cette même année, il est champion de France de double avec Proisy pour la deuxième année consécutive. En août 1973, il est classé à la 36e place mondiale, le meilleur classement de sa carrière. Il atteint par deux fois, en 1973 et en 1978, la finale du double mixte de Roland-Garros.
En 1975, en Équipe de France de Coupe Davis, il atteint avec François Jauffret et Patrick Proisy une finale de zone Europe A, pour la première fois depuis plus de quarante ans les finales interzone (demi-finale) en 1977 où ils s'inclinent face à l'Italie d'Adriano Panatta.
Patrice Dominguez est numéro un français à deux reprises pendant sa carrière de joueur (en 1976 et 1978) et numéro deux français en fin d'année à deux reprises (en 1974 et 1979) derrière François Jauffret puis Yannick Noah.
Son dernier match officiel est daté au 25 mai 1981 à Roland-Garros avec une défaite en 5 sets au 1er tour contre Raymond Moore.

## Reconversion

### Dans le tennis

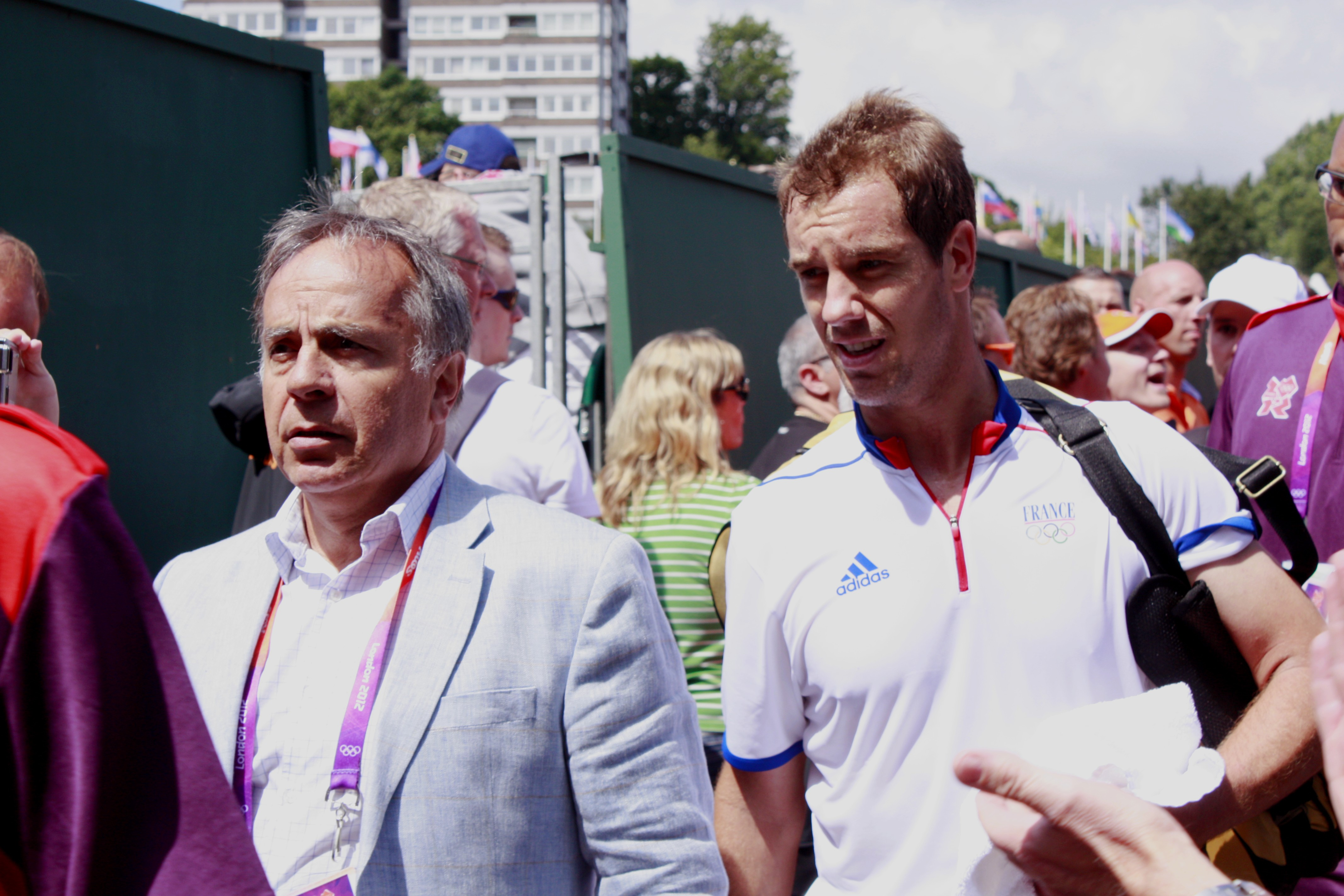
Patrice Dominguez (à gauche) accompagnant Richard Gasquet lors des Jeux olympiques de 2012.

Il est entraîneur d'Henri Leconte en 1985. Avec Dominguez, « Riton » atteint les quarts de finale à Roland-Garros (après une victoire contre Yannick Noah) et à Wimbledon en 1985, une demi-finale à Roland-Garros et à Wimbledon, les quarts de finale à l'US Open en 1986 et devient 5e au rang mondial. Il est ensuite l'entraîneur et l'agent de Fabrice Santoro.
En 1990, il devient capitaine de l'Équipe de France de Coupe Davis durant un an. Directeur du Tournoi d'Anvers de 1991 à 1993, il est, en 1994, de retour dans le tennis français en devenant le directeur technique national de la Fédération française de tennis (FFT) jusqu'en 1996.
En 1998, il devient codirecteur du Masters de Monte-Carlo et directeur du tournoi de Toulouse.
Par la suite, il fonde et organise le tournoi de tennis féminin d'Anvers en 2002, l'Open féminin de Biarritz en 2003, l'Open de Moselle en 2003 ou encore l'Open Sud de France à Montpellier en 2010. Il est également le directeur du club de tennis des Contamines-Montjoie. Depuis, le nom de « Patrice Dominguez » a été donné à la base de loisirs des Contamines, qui comprend notamment des courts de tennis.
Le 20 mars 2005, Patrice Dominguez est nommé directeur technique national (DTN). Il succède à Jean-Claude Massias, qui lui avait succédé en 1996. Le 28 août 2009, il est licencié de son poste de DTN, remplacé par Patrice Hagelauer. Amélie Mauresmo sur la question de sa future implication dans la FFT lors de l'interview à la suite de sa victoire contre Tatjana Malek au premier tour de l'US Open, déclara : « Pourquoi pas ? Après ça va dépendre de qui ils vont mettre en place. Mais il est sûr qu'avec Patrice, je ne me serais pas investie. Il était apprécié de certains, ce que je peux comprendre, mais d'autres ne voulaient pas s'investir avec un gars qui n'avait aucun respect, aucune loyauté, c'est aussi simple que ça. ».

### Dans les médias
En 1978, il devient le premier joueur de tennis français à passer aux commentaires sportifs. Il débute sur Antenne 2 et Europe 1. En 1988, il commente parallèlement les matchs de tennis diffusés sur Paris Première.
En octobre 1990, il devient le directeur des sports de la chaîne La Cinq où il succède à Pierre Cangioni. Il aura sous sa tutelle des journalistes et consultants comme Christian Prudhomme, Patrick Tambay, Jean-Louis Moncet, Éric Bayle, Jean-Luc Roy, Philippe Bruet ou encore Christophe Cessieux jusqu'à sa suppression le 12 avril 1992.
En 1992, il est de retour sur France Télévisions comme simple consultant et commentateur des matchs de tennis de Roland-Garros et de Coupe Davis avec Lionel Chamoulaud jusqu'en 1998 et est éditorialiste et pour le quotidien L'Équipe.
En 1999, il s'essaye à l'internet où il est chroniqueur pour le site Sport24.com.
En 2008, après le départ de Guy Forget sur Canal+, il est rappelé par France Télévisions.
Consultant pour l'agence RMC Sport, Patrice Dominguez est chroniqueur tous les dimanches dans les Grandes Gueules du Sport animée par Gilbert Brisbois et Serge Simon sur RMC. Il est régulièrement invité dans le Moscato Show.
De 2011 à 2014, il a commenté la finale des Masters de Paris-Bercy et celle des Masters ATP de Londres sur W9.

## Vie privée

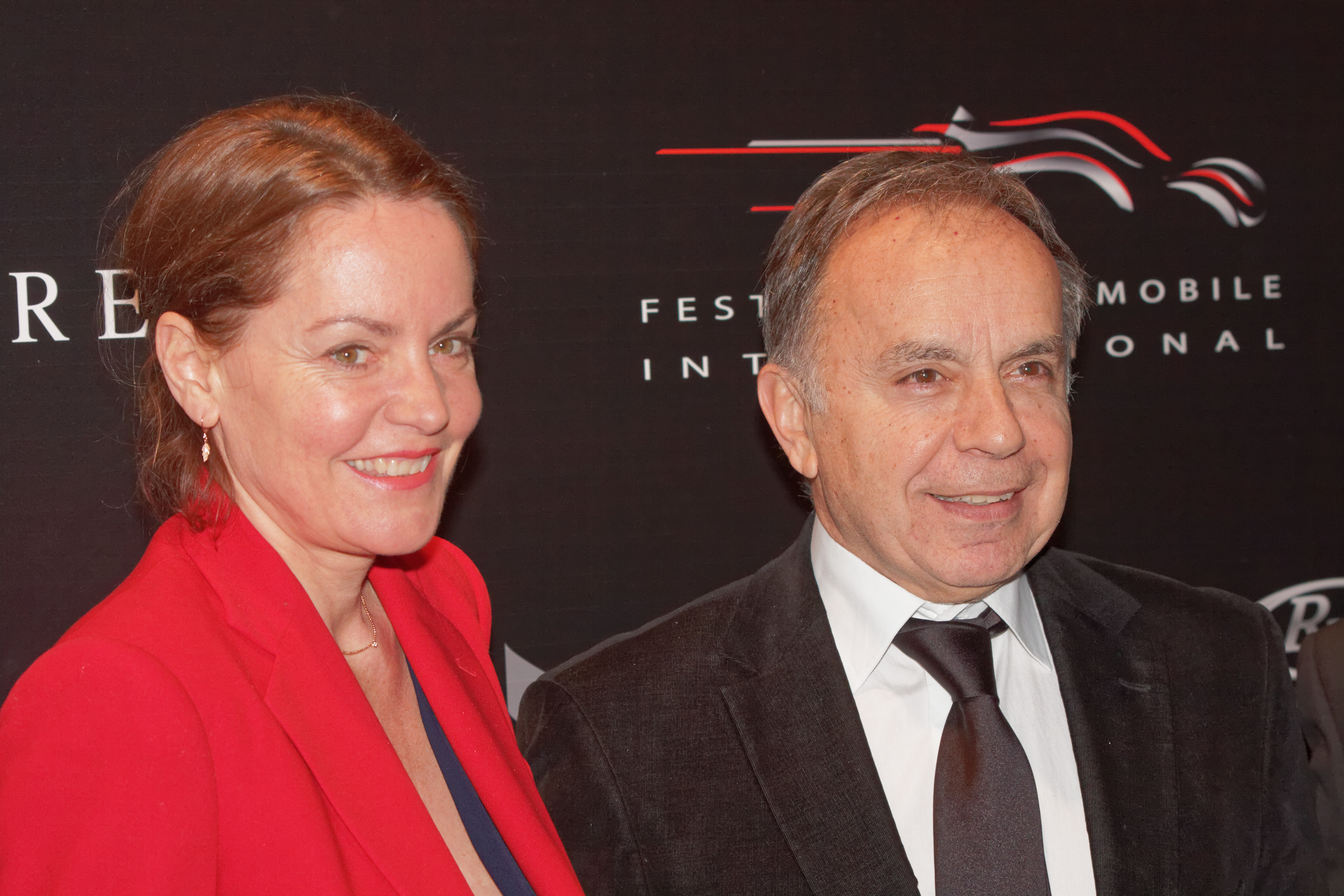
Cendrine et Patrice Dominguez en 2014.

D'un premier mariage avec France Lory, il est le père de Géraldine Dominguez, née en 1976.
Remarié en 1986 à l'animatrice de télévision et de radio Cendrine Dominguez, Patrice Dominguez est père d'une fille, née en 1987 (Léa) et d'un garçon, né en 1990 (Léo).

### Mort
Le dimanche 12 avril 2015, à l'âge de 65 ans, il meurt à l'hôpital de la Pitié-Salpêtrière dans le 13e arrondissement de Paris, des suites d'un cancer du poumon,. Le 16 avril 2015, un hommage public lui est rendu à la Basilique Sainte-Clotilde dans le 7e arrondissement de Paris, en présence de nombreuses personnalités de la télévision et du monde du sport. La cérémonie de ses obsèques a lieu le 18 avril 2015 dans l'église de la Sainte-Trinité des Contamines-Montjoie, puis il est inhumé dans le cimetière des Contamines-Montjoie.

## Palmarès

### Finales en simple (4)
| No | Date       | Nom et lieu du tournoi                        | Catégorie | Dotation | Surface      | Vainqueur       | Score              |  |
| -- | ---------- | --------------------------------------------- | --------- | -------- | ------------ | --------------- | ------------------ |  |
| 1  | 10-01-1972 | New South Wales Open, Sydney                  |           | NC $     | Dur (ext.)   | Alex Metreveli  | 6-4, 6-4, 3-6, 6-1 |  |
| 2  | 23-06-1973 | Rothmans South Of England Champ's, Eastbourne |           | NC $     | Gazon (ext.) | Mark Cox        | 6-2, 2-6, 6-3      |  |
| 3  | 22-05-1978 | Tournoi de tennis de Florence, Florence       |           | 50 000 $ | Terre (ext.) | José Luis Clerc | 6-4, 6-2, 6-1      |  |
| 4  | 18-06-1979 | Tournoi de tennis de Berlin, Berlin           |           | 50 000 $ | Terre (ext.) | Peter McNamara  | 6-4, 6-0, 6-7, 6-2 |  |

### Titres en double (7)
| No | Date       | Nom et lieu du tournoi                             | Catégorie  | Dotation  | Surface         | Partenaire        | Finalistes                         | Score         |  |
| -- | ---------- | -------------------------------------------------- | ---------- | --------- | --------------- | ----------------- | ---------------------------------- | ------------- |  |
| 1  | 07-10-1974 | Tournoi de tennis de Madrid Madrid                 |            | NC $      | Terre (ext.)    | Antonio Muñoz     | Brian Gottfried Raúl Ramírez       | 6-1, 6-3      |  |
| 2  | 28-10-1974 | Open de Paris Paris                                | Grand Prix | NC $      | Moquette (int.) | François Jauffret | Brian Gottfried Raúl Ramírez       | 7-5, 6-4      |  |
| 3  | 05-04-1976 | Nice International Championships Nice              | Grand Prix | 30 000 $  | Terre (ext.)    | François Jauffret | Wojtek Fibak Karl Meiler           | 6-4, 3-6, 6-3 |  |
| 4  | 11-04-1977 | Tournoi de tennis de Murcie Murcie                 |            | 50 000 $  | Terre (ext.)    | François Jauffret | Patricio Cornejo Hans Gildemeister | 7-5, 6-2      |  |
| 5  | 19-04-1977 | Tournoi de tennis de Virginia Beach Virginia Beach |            | 100 000 $ | Terre (ext.)    | Ray Ruffels       | Francisco González John McEnroe    | 6-4, 6-3      |  |
| 6  | 17-04-1978 | Montano-Snauwaert International Championships Nice | Grand Prix | 50 000 $  | Terre (ext.)    | François Jauffret | Jan Kodeš Tomáš Šmíd               | 6-4, 6-0      |  |
| 7  | 01-10-1979 | Grand Prix Passing Shot Bordeaux                   |            | 50 000 $  | Terre (ext.)    | Denis Naegelen    | Bernard Fritz Iván Molina          | 6-4, 6-4      |  |

### Finales en double (3)
| No | Date       | Nom et lieu du tournoi        | Catégorie | Dotation | Surface         | Vainqueurs                       | Partenaire        | Score              |  |
| -- | ---------- | ----------------------------- | --------- | -------- | --------------- | -------------------------------- | ----------------- | ------------------ |  |
| 1  | 21-04-1975 | Stockholm WCT Stockholm       |           | 60 000 $ | Moquette (int.) | Arthur Ashe Tom Okker            | Kim Warwick       | 6-3, 7-63          |  |
| 2  | 14-07-1975 | Head Cup Kitzbühel            |           | NC $     | Terre (ext.)    | Paolo Bertolucci Adriano Panatta | François Jauffret | 6-2, 6-2, 7-6      |  |
| 3  | 26-09-1977 | Raquette d'Or Aix-en-Provence |           | 50 000 $ | Terre (ext.)    | Ilie Năstase Ion Țiriac          | Rolf Norberg      | 1-6, 7-5, 6-3, 6-3 |  |

## Parcours en grand chelem

### En simple
| Année | Open d'Australie | Open d'Australie   | Roland-Garros  | Roland-Garros     | Wimbledon       | Wimbledon         | US Open          | US Open          |
| ----- | ---------------- | ------------------ | -------------- | ----------------- | --------------- | ----------------- | ---------------- | ---------------- |
| 1971  | -                | -                  | 1/8 de finale  | Stan Smith        | -               | -                 | -                | -                |
| 1972  | -                | -                  | 1er tour       | Brian Gottfried   | -               | -                 | -                | -                |
| 1973  | 1/8 de finale    | Patrick Proisy     | 3e tour        | François Jauffret | -               | -                 | 2e tour          | Rod Laver        |
| 1974  | -                | -                  | 1er tour       | Eddie Dibbs       | 4e tour         | Stan Smith        | -                | -                |
| 1975  | -                | -                  | 2e tour        | Roger Taylor      | 2e tour         | Kim Warwick       | -                | -                |
| 1976  | -                | -                  | 1er tour       | Jan Kodeš         | -               | -                 | -                | -                |
| 1977  | -                | -                  | 4e tour        | Brian Gottfried   | 3e tour         | Mark Cox          | 1er tour         | Vitas Gerulaitis |
| 1977  | (janvier)-       | (janvier)-         | -              | -                 | -               | -                 | -                | -                |
| 1977  | (décembre) -     | (décembre) -       | -              | -                 | -               | -                 | -                | -                |
| Année | Roland-Garros    | Roland-Garros      | Wimbledon      | Wimbledon         | US Open         | US Open           | Open d'Australie | Open d'Australie |
| 1978  | 3e tour (1/16)   | Corrado Barazzutti | -              | -                 | 1er tour (1/64) | Christophe Freyss | -                | -                |
| 1979  | 1er tour (1/64)  | Ivan Lendl         | 2e tour (1/32) | Cliff Letcher     | 1er tour (1/64) | Steve Krulevitz   | -                | -                |
| 1980  | 1er tour (1/64)  | John McEnroe       | 2e tour (1/32) | Tom Okker         | 1er tour (1/64) | Ilie Năstase      | -                | -                |
| 1981  | 1er tour (1/64)  | Raymond Moore      | -              | -                 | -               | -                 | -                | -                |

### En double
| Année | Roland-Garros | Roland-Garros | Wimbledon                     | Wimbledon                       | US Open | US Open | Open d'Australie | Open d'Australie |
| 1969  | -             | -             | 2e tour (1/16) Patrick Proisy | Bob Carmichael Ismail El Shafei | -       | -       | -                | -                |

## Hommages
Les lieux suivants ont été baptisés en son honneur :
- le court central du Tournoi de tennis de Moselle (ATP 250) à Metz ;
- le court central de la Villa Primrose à Bordeaux ;
- le court central du tournoi des Internationaux de Strasbourg (IS)
- en 2015, en sa mémoire, une des terrasses dominant le court Philippe-Chatrier du stade Roland-Garros, sur laquelle est installée un plateau de tournage durant les internationaux de France, est nommé par la direction de France Télévisions en son nom[15].